# Ezekiel Elliott
Ezekiel Elliott (22 de julio de 1995) es un jugador profesional estadounidense de fútbol americano que juega en la posición de running back para Los Angeles Chargers de la National Football League (NFL).

## Biografía
Elliott asistió a John Burroughs School en Ladue, Misuri, donde practicó fútbol americano, baloncesto, atletismo y béisbol. En fútbol, en su año júnior, logró 1,802 yardas y 34 touchdowns, y capturó 23 pases para 401 yardas y 6 anotaciones. Como sénior, logró 3,061 yardas y 50 touchdowns, incluyendo 2,155 yardas de carrera con 40 touchdowns, llevando al equipo a tres partidos por el campeonato consecutivos, pero perdiendo los tres.
Tras su paso por el instituto, Elliott se graduó en la Universidad Estatal de Ohio, a pesar de que sus padres le presionaron para que lo hiciera en su alma mater, Misuri.

## Carrera

### Dallas Cowboys
Elliott fue seleccionado por los Dallas Cowboys en la primera ronda (puesto 4) del draft de 2016. El 18 de mayo de 2016, Elliott firmó un contrato de 4 años por $24.9 millones, con $16.3 de bonus por firmar.
Durante sus primeros tres años con los Dallas Cowboys, 'Zeke' corrió para 4,048 yardas, tenía 28 touchdowns, y ha liderado la liga en yardas corridas en dos de sus primeros tres años en la liga. Zeke fue el tercer jugador en conseguir más que 1000 yardas tras solo 9 encuentros, marca alcanzada antes solo por Adrian Peterson y Eric Dickerson.
El 14 de marzo de 2023, el equipo anunció la salida del jugador que se convirtió en agente libre.

### Controversia de 2016-2017
En 2017, Elliott fue suspendido para 6 partidos después que fue acusado de violencia doméstica por su exnovia Tiffany Thompson. Según Thompson, Elliott la atacó tres veces durante un periodo de 5 días en julio de 2016. Elliott negó con vehemencia las acusaciones y al final la policía decidió que no había pruebas suficientes para presentar cargos. 
Sin embargo, un jugador puede ser suspendido según la política de conducta personal de la NFL. La última palabra la tiene el comisionado en jefe, Roger Goodell, que bajo la misma política le suspendió por 6 partidos. Elliott alegó que era inocente de las acusaciones y apeló la suspensión, pero después que varias audiencias, no evitó la suspensión.

### Nueva controversia
En mayo de 2018, Elliott nuevamente tenía problemas con la policía cuando fue esposado en el festival de música EDC en Las Vegas durante después que empujó a un vigilante de seguridad al piso. El incidente fue grabado en un celular y se volvió viral en Internet. Elliott se reunió de nuevo con el comisionado en jefe, Roger Goodell, en Nueva York el 2 de julio de 2019 para hablar del incidente.

### New England Patriots
El 14 de agosto de 2023, Ezekiel Elliott se unió oficialmente a los New England Patriots como su nuevo jugador. Este acuerdo se alcanzó después de su liberación por los Dallas Cowboys en la agencia libre. El contrato con los Patriots es por una temporada y 6 millones de dólares. Elliott, reconocido por su destacada carrera con los Cowboys, aportará su experiencia y habilidades al equipo bajo el mando del entrenador Bill Belichick.

## Estadísticas generales
|  | Seleccionado al Pro Bowl |

| Año   | Equipo | Juegos | Juegos | Acarreos | Acarreos | Acarreos | Acarreos | Acarreos | Acarreos | Recepciones | Recepciones | Recepciones | Recepciones | Recepciones | Recepciones | Balones sueltos |
| Año   | Equipo | GP     | GS     | Att      | Yds      | Avg      | Long     | TD       | 1D       | Rec         | Yds         | Avg         | Long        | TD          | 1D          | Balones sueltos |
| ----- | ------ | ------ | ------ | -------- | -------- | -------- | -------- | -------- | -------- | ----------- | ----------- | ----------- | ----------- | ----------- | ----------- | --------------- |
| 2016  | DAL    | 15     | 15     | 322      | 1631     | 5.1      | 60       | 15       | 95       | 32          | 363         | 11.3        | 83          | 1           | 11          | 5               |
| 2017  | DAL    | 10     | 10     | 242      | 983      | 4.1      | 30       | 7        | 57       | 26          | 269         | 10.3        | 72          | 2           | 6           | 1               |
| 2018  | DAL    | 15     | 15     | 304      | 1434     | 4.7      | 41       | 6        | 84       | 77          | 567         | 7.4         | 38          | 3           | 24          | 6               |
| 2019  | DAL    | 16     | 16     | 301      | 1357     | 4.5      | 33       | 12       | 78       | 54          | 420         | 7.8         | 27          | 2           | 21          | 3               |
| 2020  | DAL    | 15     | 15     | 244      | 979      | 4.0      | 31       | 6        | 62       | 52          | 338         | 6.5         | 19          | 2           | 20          | 6               |
| 2021  | DAL    | 17     | 17     | 237      | 1002     | 4.2      | 47       | 10       | 55       | 47          | 287         | 6.1         | 21          | 2           | 17          | 1               |
| Total | Total  | 88     | 88     | 1650     | 7386     | 4.5      | 60       | 56       | 421      | 288         | 2244        | 7.8         | 83          | 12          | 97          | 22              |

Fuente: Pro-Football-Reference.com